# Strażnica WOP Lubaczów
Strażnica Wojsk Ochrony Pogranicza Lbaczów – zlikwidowany podstawowy pododdział Wojsk Ochrony Pogranicza pełniący służbę graniczną na granicy polsko-radzieckiej.
Strażnica Straży Granicznej w Lubaczowie – zlikwidowana graniczna jednostka organizacyjna Straży Granicznej realizująca zadania bezpośrednio w ochronie granicy państwowej z Ukrainą.

## Formowanie i zmiany organizacyjne
W lipcu 1986, w budynku w którym była Strażnica WOP Lubaczów, mieścił się również RUSW. Przed budynkiem znajdował się obelisk z nazwiskami 91 poległych funkcjonariuszy MO, SB i ORMO.
Do 15 maja 1991 Strażnica WOP Lubaczów była w strukturach Bieszczadzkiej Brygady WOP w Przemyślu.
Straż Graniczna:
Po rozwiązaniu 16 maja 1991 Wojsk Ochrony Pogranicza, strażnica w Lubaczowie weszła w podporządkowanie Bieszczadzkiego Oddziału Straży Granicznej i przyjęła nazwę Strażnica Straży Granicznej w Lubaczowie (Strażnica SG w Lubaczowie).
W dniu 19 listopada 1993 siedziba Strażnicy SG w Lubaczowie została przeniesiona z budynku Komendy Powiatowej Policji w Lubaczowie do nowo pozyskanego przez SG obiektu po byłym Przedsiębiorstwie Gospodarki Miejskiej w Lubaczowie.
W 2002, miała status strażnicy SG I kategorii.
Jako Strażnica Straży Granicznej w Lubaczowie funkcjonowała do 23 sierpnia 2005 i 24 sierpnia 2005, Ustawą z 22 kwietnia 2005 O zmianie ustawy o Straży Granicznej..., została przekształcona na Placówkę Straży Granicznej w Lubaczowie (PSG w Lubaczowie) w strukturach Bieszczadzkiego Oddziału Straży Granicznej.

## Zasięg terytorialny
Stan z 16 maja 1991
Z chwilą utworzenia Bieszczadzkiego Oddziału Straży Granicznej w Przemyślu, w maju 1991 Strażnica SG w Lubaczowie ochraniała odcinek granicy państwowej z Ukrainą:
- Od znaku granicznego nr 677
- Do znaku granicznego nr 613.
- Linia rozgraniczenia z:

1. Strażnicą SG w Lubyczy Królewskiej: włącznie znak gran. nr 677...
2. Strażnicą SG w Korczowej: wyłącznie znak gran. nr 613, granicą gmin Lubaczów i Oleszyce oraz Wielkie Oczy i Laszki.

## Sąsiednie graniczne jednostki organizacyjne
- Strażnica WOP Lubycza Królewska ⇔ Strażnica WOP Korczowa – 1990[3]

Straż Graniczna:
- Strażnica SG w Lubyczy Królewskiej ⇔ Strażnica SG w Korczowej – 16.05.1991[3]
- Strażnica SG w Horyńcu-Zdroju[7] ⇔ Strażnica SG w Korczowej – 30.05.1995
- Strażnica SG w Horyńcu-Zdroju ⇔ Graniczna Placówka Kontrolna SG w Korczowej[d] – 2.01.2003[8].

## Nadanie strażnicy WOP Lubaczów Krzyża Walecznych

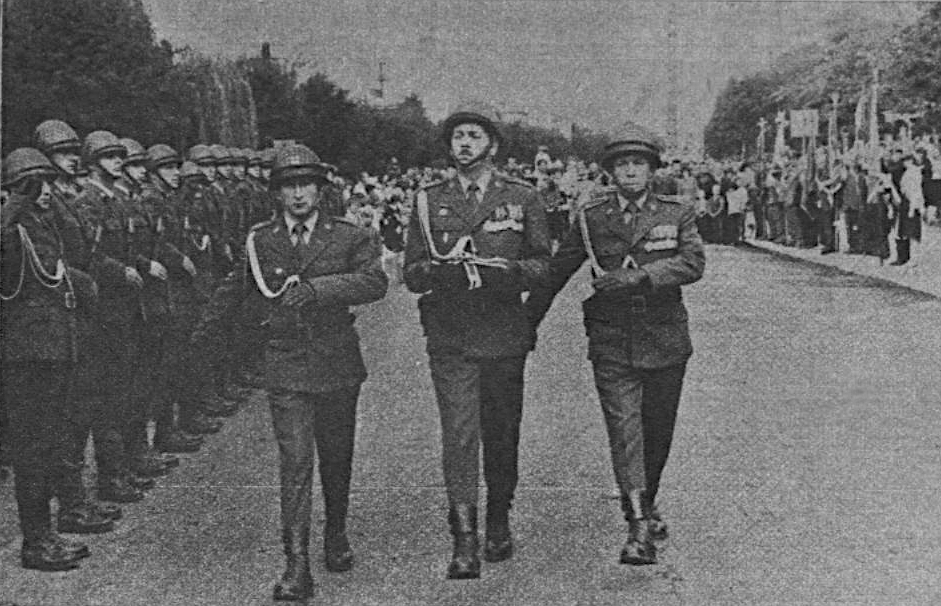
Ceremonia przyznania Krzyża Walecznych strażnicy WOP Lubaczów przez Radę Państwa. Szkarłatną poduszkę z ułożonym Krzyżem Walecznych trzyma dowódca strażnicy (22 lipca 1986)

Za męstwo i bohaterstwo lubaczowskich żołnierzy WOP w walce z podziemiem Ukraińskiej Powstańczej Armii, 22 lipca 1986 Rada Państwa nadała strażnicy WOP Lubaczów Krzyż Walecznych.
[...] W mieście panowała odświętna atmosfera nie tylko dlatego, że akurat lipcowe święto. Orkiestra, zaproszeni goście generalskie szlify... Na szkarłatnej poduszce trzymanej przez dowódcę strażnicy ułożono Krzyż Walecznych. Na trybunie honorowej, obok niej także po przeciwnej stronie na chodniku pod ogrodzeniem szkoły podstawowej im. Milicji Obywatelskiej, w pocztach sztandarowych kombatanci. Ten Krzyż, przyznany lubaczowskiej strażnicy Przez Radę Państwa jest również dla nich. W tym: st. sierż. sztab. rez. Bronisław Sondej, płk rez. Marian Pciło, st. sierż. MO Ignacy Mazurkiewicz, mjr rez. Józef Wiśniewski. Gra orkiestra. Wzdłuż szyków żołnierzy przemieszcza się niesione przez oficera WOP bojowe odznaczenie. Chłopcy w hełmach ciekawie przypatrują się wstędze i krzyżowi. Ciekawość, zwykła ciekawość? A może nie tylko? Chyba coś więcej niż kolejna regulaminowa impreza pozostało im w świadomości... Koniec uroczystości. Większość widzów pobiegła na boisko szkolne, tam zapowiedziano występ słynnej wopowskiej orkiestry reprezentacyjnej z Nowego Sącza. Obok trybuny pozostało kilka osób. Zadumani, zamyśleni. Twarze w zmarszczkach, siwe włosy, w klapach marynarek zbowidowskie znaczki i miniaturki bojowych odznaczeń... Czas zatarł wiele wspomnień. Są jednak rzeczy o których nie można zapomnieć....

## Dowódcy/komendanci strażnicy
- kpt. SG Mieczysław Faszczowy (od 1991)[9].